# Braziliaanse dwerguil
De Braziliaanse dwerguil (Glaucidium brasilianum) is een vogel uit de familie van de uilen.

## Verspreiding en leefgebied
Deze soort komt voor van het zuidelijke deel van Centraal-Arizona, naar het zuiden tot Mexico, Midden-Amerika en Zuid-Amerika tot Bolivia en Argentinië en Trinidad en telt dertien ondersoorten:
- G. b. cactorum: van zuidelijk Arizona tot Sonora tot noordelijk Nayarit in Mexico
- G. b. intermedium: van zuidelijk Nayarit tot Oaxaca in Mexico.
- G. b. ridgwayi: van zuidelijk Texas tot westelijk Panama.
- G. b. medianum: noordelijk Colombia.
- G. b. margaritae: het eiland Isla Margarita (Venezuela).
- G. b. phaloenoides: Trinidad.
- G. b. duidae: Cerro Duida (zuidelijk Venezuela).
- G. b. olivaceum: Auyantepuy (zuiden van Venezuela).
- G. b. ucayalae: het Amazonebekken.
- G. b. brasilianum: van oostelijk Brazilië tot noordelijk Argentinië.
- G. b. pallens: oostelijk Bolivia, westelijk Paraguay en noordelijk Argentinië.
- G. b. stranecki: van Centraal-Argentinië tot zuidelijk Uruguay.
- G. b. tucumanum: westelijk Argentinië.

## Status
De grootte van de populatie is in 2020 geschat op 20 miljoen volwassen vogels. Op de Rode lijst van de IUCN heeft deze soort de status niet bedreigd.